# Paul Schmiedlin
Paul Schmiedlin (* 2. Juni 1897 in Basel; † 2. Juli 1981 in Bern) war ein Schweizer Fussballspieler und Leichtathlet. Der Fussballer des FC Bern war Captain der Schweizer Nationalmannschaft, die 1924 bei den Olympischen Spielen in Amsterdam die Silbermedaille gewann. Als Leichtathlet war er zweimal Schweizer Meister im Weitsprung.

## Karriere
Schmiedlin gilt als der beste Sportler des FC Bern aller Zeiten. Als Leichtathlet wurde er 1916 und 1920, hier mit einer Weite von 6,47 Meter, Schweizer Meister. Auch war er einmal im Final des 100-Meter-Laufs.
Schmiedlin galt als kompletter Fussballer: beidfüssig, kopfballstark und mit hoher Ausdauer. Mit der Fussballmannschaft des Clubs wurde er in der Saison 1922/23 Schweizer Meister. Der Titel wurde dem Verein jedoch aufgrund der verspäteten Anmeldung eines Spielers aberkannt. Geblieben sind die beiden Gewinne des Och Cups, des Vorläufers des Schweizer Cup-Wettbewerbs, von 1921 und 1925.
Für die Schweizer Fussballnationalmannschaft bestritt er zwischen 1920 und 1925 insgesamt 28 Länderspiele und war Mittelläufer und Teamcaptain der Mannschaft, die bei den Olympischen Sommerspielen 1924 in Paris die Silbermedaille gewann.
1925 musste Schmiedlin, der zeitlebens Mitglied des FC Bern blieb, auf Anraten seines Arztes wegen einer Grippe und Herzerweiterung Schluss mit dem Sport machen. Sein neues Hobby wurde die Jagd. Beruflich war er Zahntechniker, der seine eigene Firma gründete. Die Weltmeisterschaftsteilnahme der Schweiz 1966 nahm er zum Anlass, seinen ersten Fernseher zu kaufen. Er verstarb an seinem 84. Geburtstag an Herzversagen und hinterliess seine Frau Huldy und zwei neue Generationen der Familie.